# Cerețke, Horodnea
Cerețke (în ucraineană Черецьке) este un sat în comuna Molojava din raionul Horodnea, regiunea Cernihiv, Ucraina.

## Demografie
Componența lingvistică a localității Cerețke
     Ucraineană (98,75%)
     Rusă (1,25%)
Conform recensământului din 2001, majoritatea populației localității Cerețke era vorbitoare de ucraineană (98,75%), existând în minoritate și vorbitori de rusă (1,25%).